# Gnophos woodiata
Gnophos woodiata là một loài bướm đêm trong họ Geometridae.